# Милишэуци
Милишэуци (рум. Milișăuți, нем. Milleschoutz) — город в Румынии в составе жудеца Сучава.

## История
В 1413 году в документах впервые упоминается находившаяся в этих местах деревня Бэдеуци (рум. Bădeuți ). В 1487 году господарь Стефан III Великий в честь победы над татарами возвёл в Бэдеуцах каменную церковь вместо деревянной. Так как это место находилось на пути между Сучавой и монастырём Путна, то здесь не раз останавливались молдавские правители. В 1538 году Стефан V Лакуста был в Бэдеуцах назначен турками новым господарем Молдавии. 
Когда эти земли входили в состав Австрийской империи, то в 1788-89 годах сюда были отправлены немецкие колонисты, поселившиеся как в Бадёйце (Бэдеуци), так и в Миллешуце (Милишэуци). В 1940 году большинство немцев переселилось в Германию.
Во времена Социалистической республики Румыния деревни Бэдеуци, Милишэуци и Ласловац были объединены в одну коммуну, которая в 1976 году была названа в честь родившегося в Ласловаце Эмиля Боднэраша. В 1996 году коммуна была переименована в Милишэуци,
В 2004 году коммуна Милишэуци получила статус города.